# Cyclogomphus
Cyclogomphus é um género de libelinha pertencente à família Gomphidae.

## Espécies
Este género contém as seguintes espécies:
- Cyclogomphus gynostylus Fraser, 1926
- Cyclogomphus heterostylus Selys, 1854
- Cyclogomphus vesiculosus Selys, 1873
- Cyclogomphus wilkinsi Fraser, 1926
- Cyclogomphus ypsilon Selys, 1854